# Do You Wanna Get Funky
A Do You Wanna Get Funky című dal az amerikai C+C Music Factory 1994-ben megjelent első kimásolt kislemeze az Anything Goes! című stúdióalbumról. A dal az Billboard US Dance listán az 1. helyezett volt, és több Európai slágerlistára is felkerült, úgy mint Új-Zéland, ahol a 2. helyezett volt, de Ausztráliában is a 11. helyet sikerült megszereznie. A dalban Martha Wash és Zelma Davis énekel.

## Megjelenések
CD Maxi-Single  Európa Columbia – 660665 2
1. Do You Wanna Get Funky (Vocal Club Mix) 4:29
2. Do You Wanna Get Funky (Mark The 45 King Remix) 5:28 Remix [Additional], Producer [Additional] – The 45 King,Vocals [Special Guest Chant] – Brown Man
3. Do You Wanna Get Funky (The C+C Sound Factory House Mix) 8:20
4. Do You Wanna Get Funky (The Ministry Of Sound House Mix) 7:58

## Slágerlista
| Slágerlista (1994)                               | Legjobb helyezések |
| ------------------------------------------------ | ------------------ |
| Brit kislemezlista                               | 27                 |
| U.S. Billboard Hot 100                           | 40                 |
| U.S. Billboard Hot Dance Club Play               | 1                  |
| Ausztrália (ARIA)                                | 11                 |
| Hollandia (Dutch Top 40)                         | 18                 |
| Új-Zéland (RIANZ)                                | 2                  |
| Egyesült Királyság (The Official Charts Company) | 27                 |
| Kanada (RPM)                                     | 74                 |
| Németország (Media Control Charts)               | 41                 |
| Svédország (Sverigetopplistan)                   | 37                 |

## Felhasznált zenei alapok
A dalhoz az alábbi zenei alapokat használták fel: 
- The Magic Disco Machine – Scratchin' (1975)[10]
- Brick – Dazz (1976)[11]
- Kraftwerk – Trans Europe-Express (1977)[12]
- Man Parrish – Hip Hop, Be Bop (Don't Stop) (1982)[13]
- Nice and Smooth – Hip-Hop Junkies (1991)[14]